# ТЕЦ Glow SPP11 Ph 2
13°0′26″ пн. ш. 101°8′13″ сх. д. / 13.00722° пн. ш. 101.13694° сх. д.
ТЕЦ Glow SPP11 Ph 2 — теплоелектроцентраль у тайській провінції Районг в індустріальному парку Siam Eastern Industrial.
У 2012 році на майданчику станції став до ладу парогазовий блок комбінованого циклу потужністю 110 МВт, в якому дві газові турбіни живлять через відповідну кількість котлів-утилізаторів одну парову турбіну.
Особливістю ТЕЦ є те, що вона продукує для сусідніх підприємств індустріальної зони не пару, а охолоджену воду в об'ємі 1200 тонн на годину.
Відповідно до запровадженої в Таїланді програми сприяння малим ТЕЦ, станція отримала довгостроковий 25-річний контракт на викуп 90 МВт потужності державною електроенергетичною компанією Electric Generating Authority of Thailand (EGAT).
Як паливо станція використовує природний газ (неподалік проходить газотранспортний коридор Районг — Бангпаконг).
Власником станції є компанія Glow Energy. Остання тривалий час належала французькому концерну ENGIE,  допоки у 2019-му її не викупила компанія Global Power Synergy Public Company Limited (GSPC, електроенергетичний підрозділ тайського державного нафтогазового концерну PTT).